# Сент-Джордж (округ)
Сент-Джордж (англ. parish Saint George) — один из шести округов (единица административно-территориального деления) государства Сент-Винсент и Гренадины, расположенный в южной части острова Сент-Винсент. Административный центр — город Кингстаун, являющийся одновременно столицей государства.